# Duilio Coletti
Duilio Coletti (* 28. Dezember 1906 in Penne; † 21. Mai 1999 in Rom) war ein italienischer Filmregisseur und Drehbuchautor.

## Leben
Coletti diplomierte in Medizin und Chirurgie und arbeitete auch einige Zeit im Gesundheitswesen, bevor er seiner durch Außenaufnahmen für einen Film entstandene Leidenschaft für die Leinwand nachgab und nach Rom zog. Ab 1933 war er Mitarbeiter an diversen Drehbüchern und debütierte bereits zwei Jahre später als Regisseur, mit dem Melodrama Pierpin. Allerdings konnte er dann erst 1939 seinen nächsten Film realisieren; der Abenteuerfilm Tat ohne Zeugen, den er unter dem Namen John Bard inszenierte, wurde ein großer Erfolg.
Nach dem Zweiten Weltkrieg drehte er Filme unterschiedlicher Art, oftmals Kriegsfilme, handwerklich äußerst geschickt und mit großen Schauwerten; sein 1960 entstandener Sotto dieci bandiere ist ein Beispiel seiner Fähigkeit, aktionsreiche Szenen mit psychologischen Tiefen der Schauspielführung zu verbinden. Ab Mitte der 1960er Jahre stehen nur noch Ko-Regien internationaler Filme und ein unveröffentlichtes Werk in seiner Werkliste.
1954 wurde Coletti für La grande speranza bei den Filmfestspielen von Berlin mit dem Preis der OCIC und einem Spezialpreis des Berliner Senats ausgezeichnet.
Sein Sohn Enrico Coletti (* 1961) ist ebenfalls Filmregisseur.

## Filmografie (Auswahl)
- 1935: Pierpin (auch Schnitt)
- 1939: Tat ohne Zeugen (Il fornaretto di Venezia)
- 1942: Il mercante di schiave
- 1949: Der Wolf der Silberberge (Il lupo della Sila)
- 1950: Toselli-Serenade (Romanzo d'amore) (auch Drehbuch)
- 1952: Es begann auf der Straße (Wanda la peccatrice)
- 1953: Die Sieben vom Großen Bären (I sette dell'Orsa maggiore)
- 1953: El Alamein (Divisione Folgore) (auch Drehbuch)
- 1954: Die große Hoffnung (La grande speranza) (auch Drehbuch und Produktion)
- 1956: London ruft Nordpol (Londra chiama polo nord) (auch Drehbuch und Produktion)
- 1957: Heimweh, Stacheldraht und gute Kameraden (Gli Italiani sono matti)
- 1960: Unter zehn Flaggen (Sotto dieci bandiere) (auch Drehbuch)
- 1968: Schlacht um Anzio (Lo sbarco di Anzio) (Ko-Regie)
- 1973: Wilde Pferde (Valdez il mezzosangue) (Ko-Regie)